# Cotylelobium lanceolatum
Espèce
Classification phylogénétique
Statut de conservation UICN

 VU A1cd, B1+2c : Vulnérable
 Cotylelobium lanceolatum est un grand arbre sempervirent d'Asie du Sud-Est, appartenant à la famille des Diptérocarpacées.

## Description
Arbre atteignant 45 mètres de haut.

## Répartition
Forêts de collines côtières sur sol sableux à Bornéo, Indonésie, Péninsule Malaise, Sabah, Sarawak, Singapour et Thaïlande.

## Préservation
Menacé par la déforestation. Quelques peuplements sont préservés dans des réserves.